# اچ‌اس‌دابلیوام‌اس ارنساند (کی۳۳)
اچ‌اس‌دابلیوام‌اس ارنساند (کی۳۳) (به انگلیسی: HSwMS Härnösand (K33)) یک کشتی است که طول آن ۷۲٫۶ متر است. این کشتی در سال ۲۰۰۴ ساخته شد.